# Sylviorthorhynchus
Genre
Sylviorthorhynchus est un genre d'oiseaux de la famille des Furnariidae.

## Liste des espèces
Selon le Congrès ornithologique international (ordre phylogénique), il comporte deux espèces :
- Sylviorthorhynchus desmurii – Synallaxe de Des Murs
- Sylviorthorhynchus yanacensis – Synallaxe fauve